# ما حيراش القلب
ما حيراش القلب أغنية عاطفية ليبية، غناء الفنان راسم فخري، من كلمات الشاعر أحمد النويري وألحان الموسيقار حسن عريبى، أُذيعت أول مرة عام 1969ف، اخرجها للتلفزيون المخرج حسن التركى

### الكلمات
ما حيراش القلب سحر جفونك
اللي حيره معنى كلام عيونك
مشغول فكري بيهم
كلمات شوق فخاطرك قلتيهم
في خزرتك حسيت بمعانيهم
بالعين جاوبتك تورد لونك
جاوبت و تغيرتي
عالشوق كلمتك لواه احترتي
بالعين يا ريدى منين خزرتى
بحر الهوى فوسطه رمانى عونك

### وصلات خارجية
https://youtu.be/fvWax9huhwQ